# Seiichi Tanabe
Pour les articles homonymes, voir Tanabe.
Seiichi Tanabe (田辺誠一, Tanabe Seiichi, né le 3 avril 1969 à Tokyo) est un acteur japonais, qui débute en 1992. Il est marié à Nene Otsuka, une actrice japonaise.

## Filmographie

### Drama
- 1992 : Zutto Anata ga Sukidatta
- 1994 : Yume Miru Koro wo Sugitemo
- 1995 : Miss Diamond
- 1995 : Ninshin Desuyo 2
- 1995 : Natsu! Depart Monogatari
- 1995 : Station
- 1996 : Futari no Seesaw Game
- 1997 : Glass no Kamen
- 1997 : Psychometrer Eiji
- 1998 : Glass no Kamen 2
- 1999 : Glass no Kamen SP
- 1999 : Rasen
- 1999 : Koi no Kiseki
- 2000 : Gekka no Kishi
- 2000 : Food Fight
- 2001 : R-17
- 2001 : 2001 no otoko un
- 2002 : Night Hospital
- 2002 : Nemurenu Yoru Wo Daite
- 2002 : Yume no California
- 2002 : Pretty Girls
- 2003 : Kimi wa petto
- 2003 : Koi wa Tatakai
- 2004 : Tokugawa Tsunayoshi - Inu to Yobareta Otoko
- 2004 : Ningen no Shomei
- 2004 : Minami-kun no Koibito
- 2005 : Out Limit
- 2005 : Ooku~Hana no Ran~
- 2005 : Warau Sannin Shimai
- 2006 : Satomi Hakkenden
- 2006 : Damens Walker
- 2006 : Koi no Kara Sawagi Drama Special Love Stories III
- 2006 : Aoi Byoten
- 2006 : Bengoshi no Kuzu
- 2007 : Katagoshi no Koibito
- 2007 : Hotelier
- 2007 : Fuurin Kazan
- 2007 : Ruri no Shima SP
- 2008 : Rikon Bengoshi 2
- 2008 : Hana no Hokori
- 2008 : Saigo no Senpan
- 2008 : Hitmaker Aku Yu Monogatari
- 2009 : Shōkōjo Seira
- 2009 : Futatsu no Spica
- 2009 : Soratobu Taiya
- 2009 : Kami no Shizuku
- 2010 : 853
- 2011 : Zouka no Mitsu
- 2011 : 11 Nin mo iru!
- 2012 : Makuyo Gakijyo Higashino Keigo Misuterizu
- 2012 : Answer ~Keishicho Kensho Sosakan
- 2012 : 37-sai des Isha ni natta Boku ~Kenshui Junjo Monogatari~
- 2012 : Deka Kurokawa Suzuki
- 2013 : Otto no kanojyo
- 2013 : Saito San 2
- 2013 : Galileo 2
- 2013 : Last Hope
- 2014 : Dear Sister
- 2014 : Team - Keishicho Tokubetsu Hanzai Sousa Honbu
- 2014 : Salt of the Earth
- 2015 : Fight ! Bookstore Girl
- 2016 : Toge
- 2016 : Love of Sage'
- 2016 : The Last Restaurant
- 2016 : Utenai Keikan
- 2017 : Boku, Unmei no Hito Desu

### Films
- 1998 : Histoire d'avril (四月物語, Shigatsu monogatari?) de Shunji Iwai : Yamazaki
- 1998 : Blues Harp
- 1998 : Shigatsu no Monogatari
- 2000 : Ring Ø: Birthday
- 2001 : Hush!
- 2002 : Harmful Insect
- 2003 : Sayonara, Kuro
- 2004 : Han'ochi (半落ち?) de Kiyoshi Sasabe
- 2004 : Gege
- 2004 : My Lover is a Sniper: The Movie
- 2004 : Koi no Mon
- 2004 : Thirty Lies or So
- 2005 : Mata no hi no Chika
- 2005 : Flic
- 2005 : Sekai no Owari
- 2005 : In the Pool
- 2005 : School Daze
- 2006 : Ashita no Kioku / Memories of Tomorrow
- 2006 : Hachimitsu to Clover / Honey & Clover
- 2006 : Atagoal wa neko no mori
- 2006 : Beruna no Shippo
- 2008 : Happy Flight
- 2010 : Liar Game: The Final Stage
- 2011 : Runway☆Beat
- 2014 : Pale Moon (紙の月, Kami no tsuki?) de Daihachi Yoshida